# Yellow Machinegun
Yellow Machinegun est un groupe de punk hardcore et heavy metal japonais, originaire d'Osaka, Kansai. Bien que souvent confondu avec le rock japonais à cause de leur apparence ainsi que leurs titres d'albums tels que Bean Balls, le groupe a en fait partagé la scène avec d'autres groupes dont Slayer et Motörhead, ainsi que S.O.D. (avec qui ils ont plus tard enregistré un split EP).

## Biographie
Yellow Machinegun est un girls band formé en 1993 à Osaka, Kansai,. En 1996, le groupe publie son premier album studio, intitulé Father's Golden Fish. En 1998 sort leur deuxième album studio, Pot Remover,,. En 1999, le groupe s'associe avec Stormtroopers of Death pour la sortie en 1999 d'un split Seasoning the Obese / My Eyes Under the Sands, parodiant Slayer,. 
Les 25 et 26 août 2001, Yellow Machinegun participe au Beast Fest organisé à la Yokohama Arena de Yokohama aux côtés de groupes comme Sepultura, Static-X et Minor League. Depuis 2006, l'activité du groupe est en suspens. Vers 2015, Kaori Okumura formera un nouveau groupe appelé SuziSuzi.

## Membres
- Kaori Okumura - basse, chant (1993-2006)
- Kyoko Moriya - guitare (1993-2006)
- Tamami Ohkado - batterie (1993-2006)

## Discographie

### DVD
- 2002 : Tiny Chick's Adventure